# جام باشگاه‌های کارائیب ۲۰۱۳
جام باشگاه‌های کارائیب ۲۰۱۳ پانزدهمین دوره جام باشگاه‌های کارائیب، رقابت‌های بین‌المللی فوتبال باشگاهی سالانه در منطقه کارائیب بود که در بین باشگاه‌هایی که اتحادیه‌های فوتبال آن‌ها به اتحادیه فوتبال کارائیب (سی‌اف‌یو) وابسته هستند، برگزار می‌شود. سه تیم برتر مسابقات به لیگ قهرمانان کونکاکاف ۱۴–۲۰۱۳ راه یافتند.

## تیم‌های شرکت کننده
| انجمن             | تیم              |
| ----------------- | ---------------- |
| آنتیگوا و باربودا | آنتیگوا باراکودا |
| هائیتی            | والنسیا          |
| جامائیکا          | پورتمور یونایتد  |
| جامائیکا          | بویز تاون        |
| پورتوریکو         | بایامون          |
| ترینیداد و توباگو | دبلیو کانکشن     |
| ترینیداد و توباگو | کالدونیا ای‌آی‌ای  |

## مرحله اول
۷ تیم به یک گروه سه تیمی و یک گروه چهار تیمی تقسیم شدند. هر تیم یک بازی مقابل دیگر تیم‌های گروه خود انجام داد و در نهایت، تیم‌های اول به لیگ قهرمانان کونکاکاف راه یافتند و تیم‌های دوم به پلی آف رفتند تا نماینده سوم کارائیب را مشخص کنند.
| معنی رنگ‌ها                            |
| ------------------------------------- |
| صعود به لیگ قهرمانان کونکاکاف ۱۴–۲۰۱۳ |
| صعود به مرحله پلی آف                  |

### گروه ۱
| تیم              | بازی | برد | مساوی | باخت | گل زده | گل خورده | گل تفاضل | امتیاز |
| ---------------- | ---- | --- | ----- | ---- | ------ | -------- | -------- | ------ |
| دبلیو کانکشن     | ۲    | ۱   | ۱     | ۰    | ۴      | ۰        | ۴+       | ۴      |
| کالدونیا ای‌آی‌ای  | ۲    | ۱   | ۰     | ۱    | ۳      | ۵        | ۲−       | ۳      |
| آنتیگوا باراکودا | ۲    | ۰   | ۱     | ۱    | ۱      | ۳        | ۲−       | ۱      |

| دبلیو کانکشن | ۴–۰    | کالدونیا ای‌آی‌ای |
| ------------ | ------ | --------------- |
|              | Report |                 |

| کالدونیا ای‌آی‌ای | ۳–۱    | آنتیگوا باراکودا |
| --------------- | ------ | ---------------- |
|                 | Report |                  |

| دبلیو کانکشن | ۰–۰    | آنتیگوا باراکودا |
| ------------ | ------ | ---------------- |
|              | Report |                  |

### گروه ۲
| تیم             | بازی | برد | مساوی | باخت | گل زده | گل خورده | گل تفاضل | امتیاز |
| --------------- | ---- | --- | ----- | ---- | ------ | -------- | -------- | ------ |
| والنسیا         | ۳    | ۲   | ۱     | ۰    | ۷      | ۴        | ۳+       | ۷      |
| پورتمور یونایتد | ۳    | ۲   | ۰     | ۱    | ۹      | ۴        | ۵+       | ۶      |
| بویز تاون       | ۳    | ۱   | ۱     | ۱    | ۲      | ۱        | ۱+       | ۴      |
| بایامون         | ۳    | ۰   | ۰     | ۳    | ۱      | ۱۰       | ۹−       | ۰      |

| بایامون | ۱–۳    | والنسیا |
| ------- | ------ | ------- |
|         | Report |         |

| پورتمور یونایتد | ۱–۰    | بویز تاون |
| --------------- | ------ | --------- |
|                 | Report |           |

| پورتمور یونایتد | ۳–۴    | والنسیا |
| --------------- | ------ | ------- |
|                 | Report |         |

| بویز تاون | ۲–۰    | بایامون |
| --------- | ------ | ------- |
|           | Report |         |

| پورتمور یونایتد | ۵–۰    | بایامون |
| --------------- | ------ | ------- |
|                 | Report |         |

| بویز تاون | ۰–۰    | والنسیا |
| --------- | ------ | ------- |
|           | Report |         |

## مرحله پلی آف
| پورتمور یونایتد | ۰–۱    | کالدونیا ای‌آی‌ای |
| --------------- | ------ | --------------- |
|                 | Report |                 |

| کالدونیا ای‌آی‌ای | ۲–۲    | پورتمور یونایتد |
| --------------- | ------ | --------------- |
|                 | Report |                 |

کالدونیا ای‌آی‌ای در مجموع ۳–۲ برنده شد و به لیگ قهرمانان کونکاکاف ۱۴–۲۰۱۳ راه یافت.